# Glechoma
- Commons
- Wikispecies

Glechoma L. , conhecido originalmente por Glecoma,  é um gênero botânico da família Lamiaceae, nativos da Europa e Ásia.

## Sinonímia
- Meehaniopsis Kudô

## Espécies
- Glechoma agrestis
- Glechoma andrica
- Glechoma annua
- Glechoma apuleji
- Glechoma aristata
- Glechoma arvensis
- Glechoma azurea
- Glechoma balbisii
- Glechoma ballotifolia
- Glechoma barbata
- Glechoma belgica
- Glechoma benthamii
- Glechoma betonicifolia
- Glechoma biloba
- Glechoma biondiana
- Glechoma bombaiensis
- Glechoma borealis
- Glechoma brevifolia
- Glechoma brevituba
- Glechoma bulgarica
- Glechoma cadmea
- Glechoma calaminthodes
- Glechoma calvertii
- Glechoma calycina
- Glechoma campestris
- Glechoma camphorata
- Glechoma canescens
- Glechoma caesarea
- Glechoma cataria
- Glechoma cephalotes
- Glechoma chionophila
- Glechoma ciliaris
- Glechoma cilicia
- Glechoma clarkei
- Glechoma complanata
- Glechoma connata
- Glechoma concolor
- Glechoma crinita
- Glechoma crispa
- Glechoma cryptantha
- Glechoma curvidens
- Glechoma curviflora
- Glechoma cyanea
- Glechoma daenensis
- Glechoma dasyangula
- Glechoma decolorans
- Glechoma densiflora
- Glechoma denutata
- Glechoma depauperata
- Glechoma discolor
- Glechoma distans
- Glechoma elliptica
- Glechoma erecta
- Glechoma eriostachys
- Glechoma everardii
- Glechoma foliosa
- Glechoma fordii
- Glechoma glabrescens
- Glechoma globulata
- Glechoma glomerata
- Glechoma glutinosa
- Glechoma govaniana
- Glechoma gracilescens
- Glechoma graciliflora
- Glechoma granatensis
- Glechoma grandiflora
- Glechoma grandis
- Glechoma grata
- Glechoma hederacea
- Glechoma hederaceum
- Glechoma heliotropifolia
- Glechoma heterophylla
- Glechoma hindenburgiana
- Glechoma hindostana
- Glechoma hirsuta
- Glechoma hispanica
- Glechoma humilis
- Glechoma hymenodonta
- Glechoma indica
- Glechoma intermedia
- Glechoma isaurica
- Glechoma ispahanica
- Glechoma italica
- Glechoma japonica
- Glechoma juncea
- Glechoma kokamirica
- Glechoma kokanica
- Glechoma kotschyi
- Glechoma lagopsis
- Glechoma lamiifolia
- Glechoma lamiopsis
- Glechoma laevigata
- Glechoma laxiflora
- Glechoma leptantha
- Glechoma leptoclada
- Glechoma leucolaena
- Glechoma leucophylla
- Glechoma leucostegia
- Glechoma linearis
- Glechoma lobulata
- Glechoma longibracteata
- Glechoma longicaulis
- Glechoma longituba
- Glechoma luchuensis
- Glechoma macrosiphon
- Glechoma macrura
- Glechoma magna
- Glechoma mallophora
- Glechoma maracandia
- Glechoma mariae
- Glechoma marifolia
- Glechoma marrubiastrum
- Glechoma marrubiodes
- Glechoma melissifolia
- Glechoma micrantha
- Glechoma mollis
- Glechoma multibracteata
- Glechoma multifida
- Glechoma mussinii
- Glechoma nepalensis
- Glechoma mussinii
- Glechoma nepalensis
- Glechoma nepetella
- Glechoma nervosa
- Glechoma nivalis
- Glechoma nuda
- Glechoma olgae
- Glechoma orlichiana
- Glechoma oxyodonta
- Glechoma pannonica
- Glechoma parnassica
- Glechoma perretii
- Glechoma persica
- Glechoma petraea
- Glechoma pharica
- Glechoma podostachys
- Glechoma prostrata
- Glechoma pubescens
- Glechoma pungens
- Glechoma pusilla
- Glechoma pycnantha
- Glechoma racemosa
- Glechoma raphanorhiza
- Glechoma repens
- Glechoma reticulata
- Glechoma rigida
- Glechoma rotundifolia
- Glechoma rugosa
- Glechoma ruprechtii
- Glechoma saccharata
- Glechoma salviaefolia
- Glechoma sardoa
- Glechoma schirazana
- Glechoma schtschurowskiana
- Glechoma scordotis
- Glechoma septemcrenata
- Glechoma serbica
- Glechoma sessilifolia
- Glechoma sewerzowii
- Glechoma shikikunensis
- Glechoma sibirica
- Glechoma sibthorpii
- Glechoma sino
- Glechoma spathulifera
- Glechoma speciosa
- Glechoma spruneri
- Glechoma stenantha
- Glechoma subhastata
- Glechoma subincisa
- Glechoma subsessilis
- Glechoma subulata
- Glechoma supina
- Glechoma tenuifolia
- Glechoma teucriifolia
- Glechoma teucriodes
- Glechoma teydea
- Glechoma thibetica
- Glechoma thomsonii
- Glechoma tmolea
- Glechoma trautvetteri
- Glechoma tuberosa
- Glechoma ucranica
- Glechoma urticaefolia
- Glechoma violacea
- Glechoma viscida
- «Lista completa»

## Classificação do gênero
| Sistema | Classificação                        | Referência               |
| ------- | ------------------------------------ | ------------------------ |
| Linné   | Classe Didynamia, ordem Gymnospermia | Species plantarum (1753) |